# NGC 3076
NGC 3076 este o galaxie spirală situată în constelația Hidra. A fost descoperită în 12 februarie 1836 de către John Herschel. Se află la o distanță de 52,13 de megaparseci de Pământ.